# Burgturm La Tour-de-Trême
Der Burgturm von La Tour-de-Trême ist der Rest einer Höhenburg im Ortsteil La Tour-de-Trême (früherer Name Zum Turm) der Stadt Bulle im Bezirk Greyerz im Schweizer Kanton Freiburg.

## Lage
Der Turm steht auf einem Felskopf oberhalb der „Rue de l'Ancien Comté“ (deutsch Strasse der alten Grafschaft), die das Schloss Bulle mit dem Schloss Greyerz verbindet und hier die Grenze zwischen beiden Territorien querte.

## Geschichte
La Tour-de-Trême hiess bei seiner Ersterwähnung im Jahr 1271 Turrem de Trema (deutsch Turm an der Trema). Einen Turm muss es demnach schon damals gegeben haben. Erbaut wurde er durch die Grafen von Greyerz als Vorposten gegen Bulle, wobei der Fluss (heute Trême) die Grenze bildete. Während in den Huldigungen von 1244 und 1255 der Turm noch nicht erwähnt wird, ist im Jahr 1272 das Haus Savoyen als Lehnsherr erwähnt, so dass er in den Zeitraum zwischen 1255 und 1271 datiert werden kann. Schon 1289 taucht er in den Aufzählungen der Savoyer nicht mehr auf. Von 1310 bis 1396 waren die Bischöfe von Lausanne, die auch Bulle besassen, Lehnsherren von La-Tour-de-Trême. Der viereckige Turm war Teil einer Burg, die seit 1336 eine eigene Kastlanei La Tour-de-Trême beherbergte. Im Grüningenkrieg (französisch guerre d'Everdes) wurde die Burg im Jahr 1349 zerstört, weil die Grafen von Greyerz Partei für Othon d’Everdes und somit gegen Freiburg und Bern ergriffen.
Ein Wiederaufbau ist wohl nicht umgehend erfolgt, denn 1451 scheint der Turm noch Ruine gewesen zu sein. Im Gegensatz zur Burg in Bulle gelang es Freiburg hier nicht, aus der Eroberung des Waadtlandes Profit zu schlagen und die Lehnsherrschaft von den Bischöfen zu übernehmen. Allerdings konnte es schon 1555 die finanzielle Not des Grafen Michael von Greyerz nutzen und u. a. La-Tour-de-Trême von seinen Gläubigern erwerben. So entstand die freiburgische Vogtei Greyerz, zu der La Tour-de-Trême geschlagen wurde. In den folgenden Jahrhunderten wechselte die Zugehörigkeit, seit 2006 ist es nach Bulle eingemeindet. Der Turm wurde erst nach 1807 in seine heutige Gestalt gebracht, nachdem er nach einem Brand vom Staat Freiburg an die Gemeinde übergeben wurde.

## Beschreibung und Nutzung
Die Burg befand sich einst oberhalb des kleinen Städtchens, das durch zahlreiche Brände sein Aussehen stark verändert hat. Ihr Areal blieb nach der Zerstörung unbebaut. Einzig der Turm wurde erhalten. Durch seinen Standort auf einer 15 Meter hohen Anhöhe ist der 13 Meter hohe Turm weithin sichtbare Markierung der einstigen Grenze. Welche Funktion er früher besass, ist nicht bekannt. Entweder war er der Hauptturm der Burg (Bergfried) oder einer der Wehrtürme. Die rundbogigen Fenster befinden sich weit oben und sind wohl Resultat eines Umbaus. Im unteren Bereich sind hingegen nur Schlitzfenster anzutreffen. An seinen vier Seiten befinden sich Uhren, auf dem Dach eine Glocke. Diese Umnutzung hin zum Uhrturm fand im Jahr 1683 statt, so dass er seit mehreren Jahrhunderten auch als Zeitanzeiger fungiert. Seine einstige Wehrhaftigkeit zeigen die Masse: bei Kantenlängen von 8 bzw. 6,5 Metern beträgt die Mauerstärke im unteren Bereich bis zu 1,95 Meter, weiter oben 86 Zentimeter. Dies liess den Turm wohl auch die häufigeren Stadtbrände überstehen. Zwischen 1852 und 1905 wurde hier der Bestand des Stadtarchiv aufbewahrt. Danach wurde der Bestand in die neue Schule gebracht. Das Schweizerische Inventar der Kulturgüter von nationaler und regionaler Bedeutung führt den Turm auf seiner Liste als B-Objekt – d. h., es besitzt regionale historische Bedeutung – mit der KGS-Nummer 2332.